# Ornebius fasciatus
Ornebius fasciatus är en insektsart som först beskrevs av Brunner von Wattenwyl 1893.  Ornebius fasciatus ingår i släktet Ornebius och familjen Mogoplistidae. Inga underarter finns listade i Catalogue of Life.